# エコミナミ
株式会社エコミナミは、東京都稲城市東長沼に本拠を置く、遠赤外線床暖房・輻射冷暖房システムなどの製品の開発、製造、販売及び住宅設備の販売・施工を行う日本の企業。地震の揺れを感知して自動で電気を止める感震ブレーカーを開発した会社としても知られる。

## 概要
1987年6月に長府製作所の施工店としてミナミ総業株式会社の社名で法人設立。リーマンショック等で存続の危機を経て経営陣を一新し、2013年9月に新会社として再起。東証1部上場企業出身で同社で管理職を経験した佐藤央が代表に就任すると様々な社内改革と営業効率化を断行、黒字化させる。戸建住宅の南面の屋根に載る太陽熱温水器や太陽光発電の普及に注力し、東京・多摩地域の住宅の屋根の風景を変えたといわれる。これまで世の中に「ありそうでなかった」アイディアを製品化しているメーカーで、社名の「エコ」はエコロジーとエコノミーの両立を意味する。
新会社設立後は、「健康・環境・省エネに配慮した安全で快適な暮らしの創造と普及」のスローガンを掲げ、「『無意識の快適さ』を提供する」を哲学であるとしている。太陽熱温水器から、現在の主力製品である遠赤外線温水式床暖房装置や風のない次世代エアコン、窓断熱と飛散防止を目的とした樹脂二重窓パネルなど、社会環境の変化に即応する商品開発を積み重ね、アフターコロナや脱炭素社会、災害に強い家づくりなど、社会のニーズに即応した商品開発を行う。
床暖房システムは間取りや住宅の状況に合わせて自由に設計、敷設できる製品で、NASAが1981年に発表した、人の細胞がもっとも活性化する8-14μの育成光線と呼ばれる波長を床暖房から出すために、アルミニウム表面に特殊な塗装を施し、パネル自体から遠赤外線を発する製品として、遠赤外線の力だけで床暖房を主暖房にすることに成功。平成28年度東京都トライアル発注認定制度で認定を受け（認定番号2802号）、特許も取得済み。同社の風も音もない次世代空調システムは、電子顕微鏡の試験環境室はじめ世界中の大学や大企業に採用されている。電子顕微鏡の試験環境室の求める条件は非常に厳しく、「1分間あたりの温度変化を0.05℃に保つ」ことは、容易ではなく、大幅な改良を余儀なくされたが、村上はアルミ熱伝導率の高さをフルに発揮するために接触面積を増やした「多穴管」方式にたどり着き解決。孫が誕生したその日に知的財産権を出願し、翌年意匠登録された(意匠権者は共同開発者のプロトテックと連名)。すべての工程を国内で生産する。
また住宅設備の中でも最大の熱ロスを発生させているとされる「窓」の改修を目的としたポリカーボネート製の樹脂パネルを使用した商品を開発。断熱効果を高めるだけでなく、地震の際の窓ガラス飛散防止に大きな効果があり、環境省のETV環境技術実証事業にも選定されている。さらに日本政府の「国土強靭化計画」に呼応し「安全」をテーマにした新製品開発にも取り組み、停電時にも点灯し続けるLED照明なども開発した。同商品や大地震の際に大規模火災を防止する感震ブレーカーで国土強靱化担当大臣賞を受賞。
感震ブレーカーの難点は、夜に地震が起こると部屋が真っ暗になってしまうことであった。代表の佐藤央は、通電は止めても照明は落とさないシステムの必要性を感じ、2021年12月にバッテリー内蔵のLED電球の販売を始める
。この商品は取り外すと懐中電灯ともなる。

## 沿革
- 1980年（昭和55年） - 6月、東京都多摩市にて創業者である村上誠がエコミナミの前身となるミナミ総業を興す。この年、日本で初めて「住宅の省エネルギー基準」が制定され、省エネという言葉が知られるようになるが、村上は「省エネ」の重要性に気づき、追求を始める。
- 1987年（昭和62年） - 6月、東京都稲城市にてミナミ総業株式会社を法人として設立。
- 1993年（平成5年） - 床暖房に着目。当時の床暖房の完成度は低かったが、輻射熱による遠赤外線効果を、最大限に活用できる床暖房システムに着目し開発に着手。神奈川県立産業技術総合研究所の協力を仰ぎ研究を重ねる。
- 1997年（平成9年） - 9月、株式会社ミナミヒーティングプランを分社・設立。全国的な販売施工ネットワークの構築を推進。東京ビッグサイトの展示会では、従来の床暖房のようなエアコンの補助ではなく、主暖房として使用できる同社の床暖房が注目される。
- 1992年（平成14年） - 床暖房の技術を応用し、冷房装置の開発に着手。冷暖房は壁面設置が最も効率的、と考え壁冷暖房として開発。冷却性能十分の新製品が完成し、特許を申請。その後、湿度管理の重要性に気づき、壁内ではなく壁面パネル設置方式で開発を継続。
- 1995年（平成17年） - 8月26日、「音も風もない」エアコン・ラジアンがテレビ東京系列のワールドビジネスサテライトで特集が組まれる。電子顕微鏡のトップメーカーからのオファーがある。
- 2013年（平成25年） - 9月、両社を統合し「株式会社エコミナミ」として新会社発足。佐藤央が代表取締役社長に就任。
- 2022年（令和4年） 
  - 5月7日、『林家たい平南武線でぶらり途中下車の旅』（日本テレビ）に登場[13]。
  - 12月23日、BSテレ東『となりのスゴイ家』で輻射式冷暖房システム「ラジアン」と床冷暖房が取り上げられる[14][15]。

出典

## 主要取引先
- 長府製作所
- 住友不動産
- 大和ハウス工業
- ミサワホーム
- ホームテック
- フレッシュハウス
- リボンガス
- 前澤給装工業
- 三菱ケミカルインフラテック
- 緑川化成
- 北洲

ほか

## OEM業務提携
- 日本防災スキーム
- 長府製作所
- 積水化学工業

ほか